# Hammarbykistan
Hammarbykistan med signum U Fv1959;196, är ett medeltida gravmonument som ursprungligen stått på kyrkogården vid Hammarby kyrka i Upplands Väsby och Hammarby socken, Uppland. Nu finns kistan i gravkapellets förrättningsrum och bakom vid västra väggen står en av de sex Hammarbystenarna.

## Kistan
Kistan som egentligen är ett massivt och tillformat stenblock av rödbrun sandsten, har måtten 168 x 60 x 35 cm, runhöjden är 5-9 cm. Från allra första början stod kistan ovanpå en gravplats ute på Hammarby kyrkogård och hade samma funktion som en Eskilstunakista. Den blev därefter inmurad i sakristians norra vägg med korssidan vänd utåt medan resten doldes av puts. Först när murarna frilades från puts 1959 upptäckte man den runristade kistan. Blockets övre del är avfasat och liknar ett kistlock. Mitt på locket är ett romanskt, likarmat kors i relief som har en djupt inborrad grop i dess mitt, ett hål som var ämnat för vigvatten. Kring lockets fyra kanter löper en runtext vars budskap innehåller en kristen förbön för den dödes själ. Den från runor översatta inskriften lyder enligt nedan:

## Se även

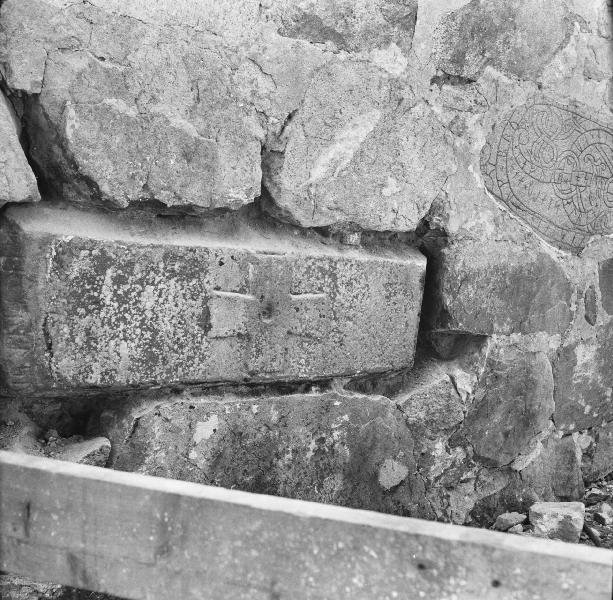
U Fv1959;196 med U 272, 1959.

## Inskriften
Translitterering av runraden:
× kr(e)stin × let × giara × merki × eftiʀ × sun sen × huir sum runum riþr × hafi byniʀ × firiʀ × alah sial × suni ÷ uaʀ faþiʀ ala ×
Normalisering till runsvenska:
Kristin let giæra mærki æftiʀ sun senn. Hværr sum runum raðr hafi bøniʀ fyriʀ Ala/Alla sial. Suni vaʀ faðiʀ Ala/Alla.
Översättning till nusvenska:
Kristin lät göra minnesmärket efter sin son. Var och en som kan tyda runor have böner för Alles själ. Sune var Alles fader.